# Plaza de toros de Valladolid
La plaza de toros de Valladolid se encuentra en el Paseo de Zorrilla de esta ciudad. Es obra del arquitecto Teodosio Torres, se comenzó a construir en 1888 y se terminó en 1890.

## Descripción
Es de arquitectura ecléctica con una marca de impronta románica y neomudéjar.
Está edificada en ladrillo sobre zócalo de piedra y con estructura de acero. El edificio tiene forma de tambor poligonal de cincuenta lados y tres plantas de altura, rematadas con una crestería. Los huecos forman tres órdenes diferentes en altura y están cerrados por arcos de medio punto, separados por rehundidos que crean un claroscuro para evitar la monotonía.
El ruedo mide 52 m de diámetro y el foso 2 m de ancho. Los tendidos son de piedra con 15 filas. Por detrás se sitúan dos graderíos: las gradas bajas y los palcos y gradas altas. Su aforo es de 11.542 personas, aunque T. Torres pretendió concebir un edificio capaz para 14.000. Tiene tres puertas de entrada desde el exterior a los corredores bajos, desde los cuales se accede por los vomitorios a los tendidos. Existen los locales complementarios propios de este tipo de plazas: enfermería, ambigú, corrales, apartadero, matadero, cuadras y vivienda para el conserje, además de los servicios de la plaza.
La plaza de Valladolid, muy importante en su época por su capacidad y comodidad de accesos, fue calificada por los contemporáneos como «monumental, airosa y agradable». Toda la fundición de hierro se realizó en los talleres Hermanos Gabilondo de Valladolid.

## Historia
Se inauguró oficialmente el 29 de septiembre de 1890. Se lidiaron en aquella ocasión toros del marqués de Saltillo, para una terna formada por los diestros Lagartijo, El Espartero y Guerrita. La plaza es actualmente de segunda categoría administrativa, y propiedad del empresario Emilio Ortuño "Jumillano", cuya familia compró la Sociedad Taurina de Valladolid, S. A. en el año 1956. Por su ruedo han pasado y continúan haciéndolo las principales figuras del toreo.
A lo largo del año tienen lugar dos ferias:
- La feria de San Pedro Regalado, patrón de la ciudad y de los toreros, se celebra durante el mes de mayo.
- La feria de Nuestra Señora de San Lorenzo, en el mes de septiembre y coincidiendo con las fiestas principales de la ciudad.